# Juncus lesueurii
Juncus lesueurii är en tågväxtart som beskrevs av Henry Nicholas Bolander. Juncus lesueurii ingår i släktet tåg, och familjen tågväxter. Inga underarter finns listade i Catalogue of Life.